# لوك وايتهيد
لوك وايتهيد (بالإنجليزية: Luke Whitehead)‏ مواليد 9 فبراير 1981 في والنوت كريك، هو لاعب كرة سلة أمريكي سابق. بدأ مسيرته الاحترافية في سنة 2004م. اعتزل اللعب في 2009م. لعب مع ألبا برلين وآيوا إنرجي.

## روابط خارجية
- لوك وايتهيد على موقع كرة السلة الأوروبية.كوم (الإنجليزية)
- لوك وايتهيد على موقع كلية كرة السلة في سبورتس رفرنس.كوم (الإنجليزية)
- لوك وايتهيد على موقع ريلجم (الإنجليزية)
- لوك وايتهيد على موقع بروبوليرز (الإنجليزية)
- لوك وايتهيد على موقع سبورتس رفرنس (الإنجليزية)
- لوك وايتهيد على موقع سبورتس رفرنس (الإنجليزية)